# Condé-sur-Suippe
Condé-sur-Suippe település Franciaországban, Aisne megyében. Lakosainak száma 343 fő (2022. január 1.). Condé-sur-Suippe Aguilcourt, Berry-au-Bac, Juvincourt-et-Damary, Variscourt, Villeneuve-sur-Aisne és Cormicy községekkel határos.

## Népesség
A település népességének változása:
| Lakosok száma | 384  | 341  | 279  | 248  | 216  | 258  | 285  | 294  | 310  | 343  |
|               | 1968 | 1982 | 1990 | 2006 | 2013 | 2015 | 2017 | 2019 | 2020 | 2022 |